# Valle Magdalena
La Valle Magdalena è situata nella Cordigliera Centrale in Colombia. La sua origine è dovuta all'azione di erosione del fiume Magdalena. La valle del fiume Magdalena forma le parti pianeggianti dei dipartimenti di Huila e Tolima e si estende dallo stretto di Magdalena a Huila fino alle rapide di Honda a Tolima.

## Fauna
Nel 1943 fu osservato per la prima e ultima volta il tinamo Magdalena (Crypturellus erythropus saltuarius), una sottospecie di uccello dell'ordine dei Tinamiformi. Per questo viene considerato estinto o a grave rischio di estinzione.